# Актиноїди
Актино́їди (також актиніди) — радіоактивні хімічні елементи, подібні до актинію (від якого й отримали свою назву), розташовані після нього в одній із ним комірці періодичної системи елементів (3-тя група, 7-й період, атомні номери 89—103).
До групи належать 14 хімічних елементів-металів: торій (Th), протактиній (Pa), уран (U), нептуній (Np), плутоній (Pu), америцій (Am), кюрій (Cm), берклій (Bk), каліфорній (Cf), ейнштейній (Es), фермій (Fm), менделєвій (Md), нобелій (No) і лоуренсій (Lr).
Усі актиноїди радіоактивні. З них лише торій та уран зустрічаються в природі в помітних кількостях.
Усі актиноїди подібні за будовою електронних оболонок атомів і хімічними властивостями.
Актиноїди, розташовані за Ураном, відносять до трансуранових елементів.
Постактиноїди — ряд елементів, які йдуть за 103Lr, частина перехідних 6d елементів. Не всі назви їх узгоджені.

## Вивчення і синтез

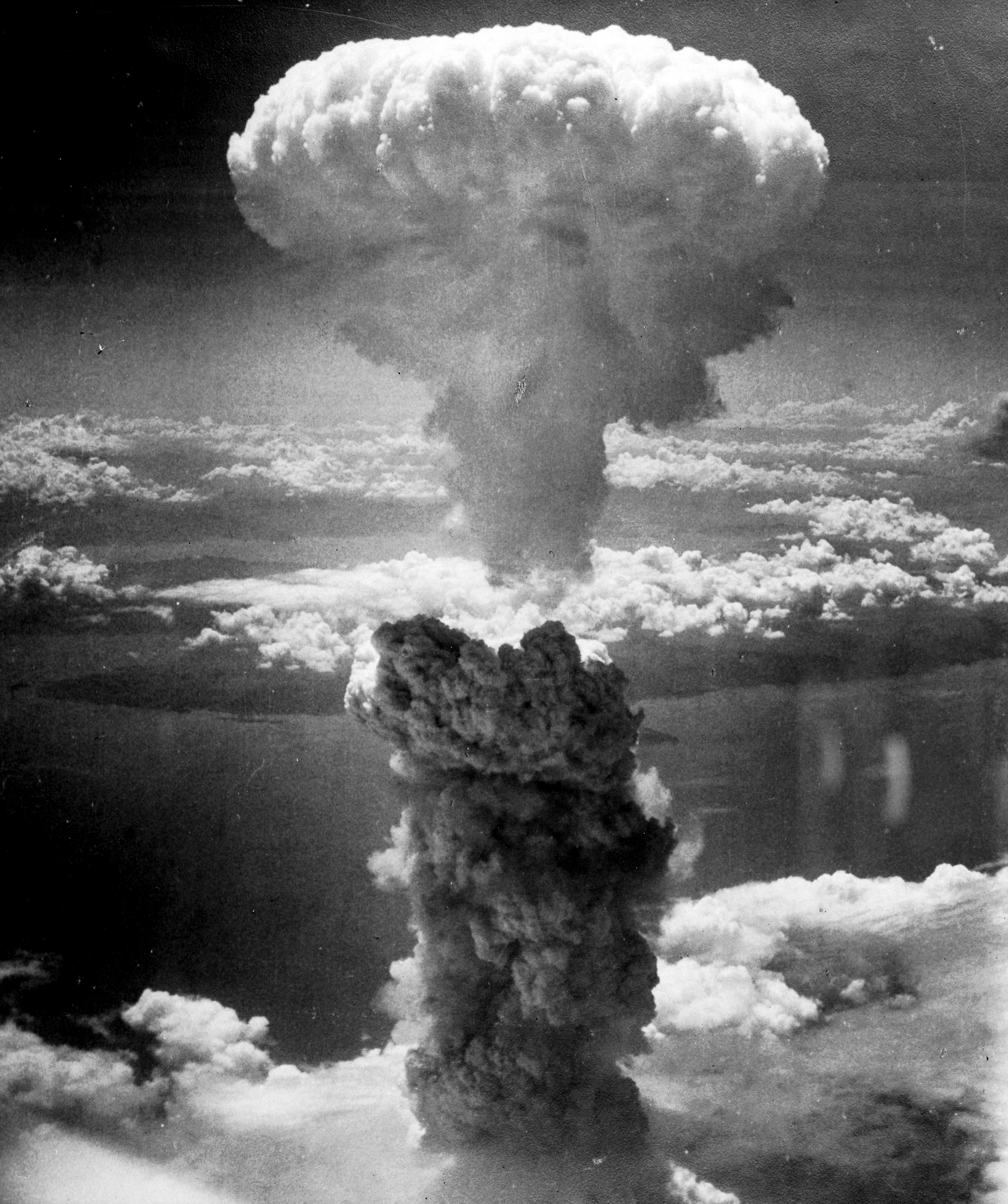
Атомна бомба, скинута на Нагасакі, мала плутонієвий заряд.

Подібно до лантаноїдів, актиноїди утворюють сімейство схожих за властивостями елементів. Із актиноїдів виділяють дві групи, які перетинаються між собою: «трансуранові елементи» — всі наступні в таблиці Менделеєва за ураном елементи і «трансплутонієві елементи» — всі наступні за плутонієм.
Обидві групи не обмежуються зазначеними межами і при вказуванні приставки «транс-» можуть включати в себе наступні за Лоуренсієм елементи — резерфордій і т. д. У порівнянні з лантаноїдами, які (крім прометію) виявлені в природі у помітних кількостях, актиноїди важче синтезувати. Але є і винятки, наприклад, легше за все синтезувати чи знайти в природі уран і торій, потім плутоній, протактиній, актиній і лише потім надзвичайно рідкісні елементи кюрій, америцій, нептуній, берклій та каліфорній.
Наразі для отримання ізотопів трансплутонієвих елементів (ТПЕ) використовуються два основних способи: опромінення легших елементів нейтронами або прискореними зарядженими частинками. Перший спосіб є практично найважливішим, оскільки лише в ядерних реакторах при опроміненні вихідного матеріалу великим потоком нейтронів можна отримати вагомі кількості трансплутонієвих елементів. Перевагою другого способу є те, що він дозволяє отримувати наступні за плутонієм елементи, і нейтронодефіцитні ізотопи, які не утворюються при нейтронному опроміненні.
У 1962—1966 роках у США була зроблена спроба синтезу трансплутонієвих ізотопів за допомогою 6 підземних ядерних вибухів — «Анакостіа», «Кеннебек», «Енчові», «Пар», «Барбел» і «Цікламен». Для вивчення продуктів вибуху використовувалися невеликі зразки порід, отримані з зони вибуху одразу ж після його проведення. При цьому не вдалося виявити ізотопи важких елементів з масовим числом понад 257, хоча для них були передбачені в той час відносно великі величини T½ для α-розпаду. Можливо, це відбулося тому, що атоми з великою швидкістю спонтанно ділилися, або через інший характер розпаду проміжних ізотопів (нейтронне випромінювання, поділ ядра).

### Від Актинію до Нептунію
Першими відкритими актиноїдами були уран і торій. Уран відкрив М. Клапрот 1789 року в урановій смоляній руді (назва елемента походить від назви планети Уран). М. Клапрот, відновлюючи вугіллям жовтий оксид урану, добув чорну речовину, яку помилково вважав металом. Лише через 60 років французький дослідник Ежен Мелькіор Пеліго вивчив її та зрозумів, що ця речовина — діоксид урану. Тоді ж була неправильно обчислена атомна маса урану — 120. Лише Д. І. Менделєєв 1872 року на основі відкритого ним закону уточнив атомну масу урану — 240. Експериментально цю величину підтвердив 1882 року К. Ціммерман.
Торій відкрив Ф. Велер в мінералі, який був знайдений в Норвегії (1827). Детально вивчив цей елемент Є. Я. Берцеліус. Він назвав його на честь скандинавського бога грому та блискавки — Тора (1828).
Актиній відкритий 1899 року помічником М. Склодовської-Кюрі А. Деб'єрном у відходах від переробки уранової смолки, з якої попередньо були видалені радій та полоній; його виявили у фракції, у якій при переробці руди концентруються лантаноїди. Назва елемента «актиній» походить від лат. actis — промінь, сяйво. Цей метал відкрили не за його власним випромінюванням, а за випромінюванням дочірніх продуктів розпаду.
| Отримання трансуранових елементів | Отримання трансуранових елементів | Отримання трансуранових елементів         |
| --------------------------------- | --------------------------------- | ----------------------------------------- |
| Елемент                           | Рік відкриття                     | Спосіб отримання                          |
| Нептуній                          | 1940                              | Бомбардування 238U нейтронами             |
| Плутоній                          | 1941                              | Бомбардування 238U дейтронами             |
| Америцій                          | 1944                              | Бомбардування 239Pu нейтронами            |
| Кюрій                             | 1944                              | Бомбардування 239Pu α-частинками          |
| Берклій                           | 1949                              | Бомбардування 241Am α-частинками          |
| Каліфорній                        | 1950                              | Бомбардування 242Cm α-частинками          |
| Ейнштейній                        | 1952                              | Виявлено у продуктах термоядерного вибуху |
| Фермій                            | 1952                              | Виявлено у продуктах термоядерного вибуху |
| Менделєвій                        | 1955                              | Бомбардування 253Es α-частинками          |
| Нобелій                           | 1965                              | Бомбардування 243Am ядрами 15N            |
| Лоуренсій                         | 1961–1971                         | Бомбардування 252Cf ядрами 10B та ін.     |

Через високу подібність актинію і лантану і незначну поширеність актинію довго не вдавалося виділити його в чистому вигляді. Чистий актиній добутий лише 1950 року. Для елемента наразі відомий 31 ізотоп з масовими числами 206—236 і 8 збуджених ізомерних станів деяких його нуклідів. Найстабільнішим є ізотоп 227Ac, який має період напіврозпаду T½ = 21,77 років.

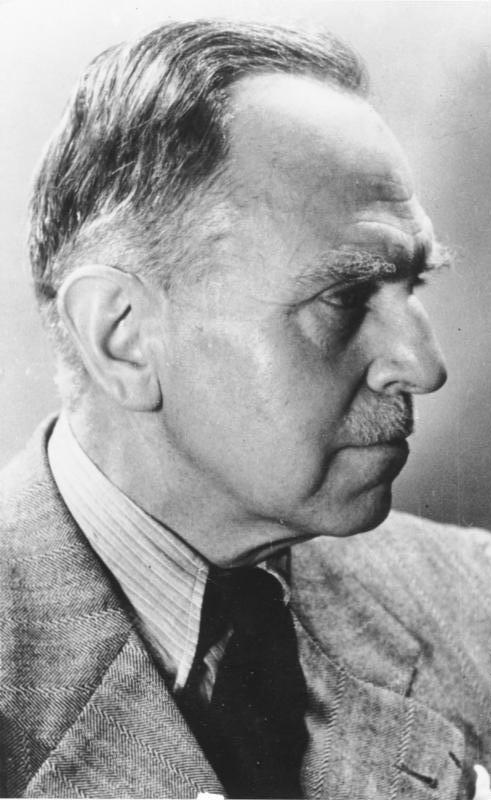
Отто Ган — «батько ядерної хімії».

У 1917 році довгоживучий ізотоп протактинію відкрили О. Ган і Л. Майтнер. Назва «протактиній» означає, що атом цього елемента здатний утворювати актиній. Наразі відомо 29 ізотопів протактинію з масовими числами 212—240 і 3 збуджених ізомерних станів деяких його нуклідів. Найстабільніший нуклід 231Pa, період напіврозпаду якого дорівнює 3,28× 104 років.
Більшість трансуранових елементів уже достатньо добре вивчені, але говорити про виробничі кількості цих елементів, за винятком плутонію і америцію, та їхніх сполук не доводиться.
Першим припустив існування трансуранових елементів Енріко Фермі, що було результатом ряду його експериментів 1934 року.
Синтез ізотопу нептунію 239Np, який виконали у травні 1940 року Е. Макміллан і Ф. Абельсон, започаткував відкриття трансуранових елементів. У наступні роки був виконаний ядерний синтез інших ізотопів нептунію.
Актиноїди протягом останніх десятиліть досконально вивчалися Ґ. Сіборґом та його школою. За участі Сіборґа виконано синтез більшості трансуранових елементів.

### Від Плутонію

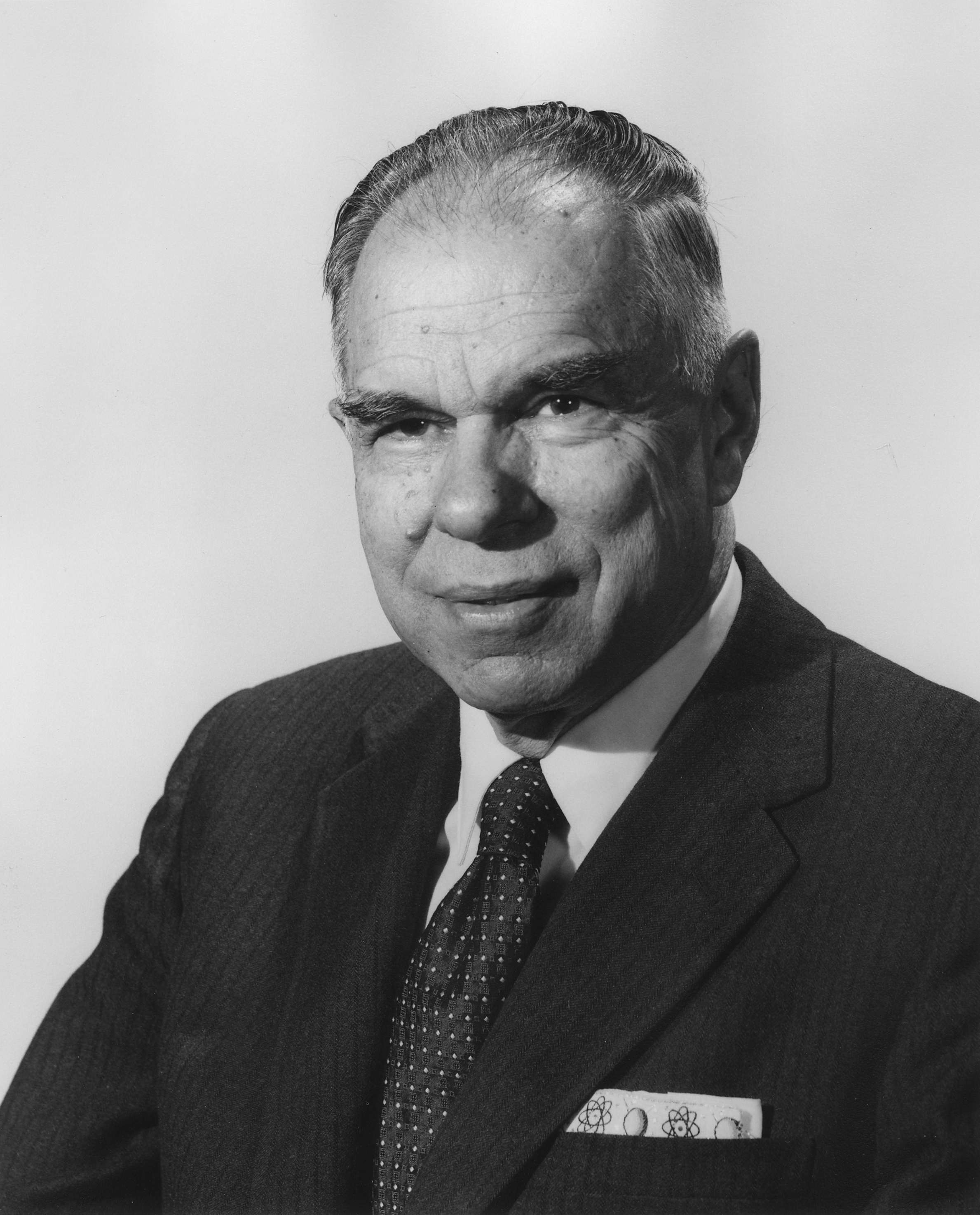
Ґ. Сіборґ із співробітниками вперше синтезував Плутоній в Берклі. Він присвятив вивченню актиноїдів більшу частину життя.

Трансуранові елементи в природі практично не зустрічаються. Для їх отримання використовують ядерні реакції, які відбуваються в ядерних реакторах. Так, наприклад, уран-238 в реакторі під дією нейтронів частково перетворюється на плутоній-239. При цьому відбуваються наступні реакції:
{\displaystyle {}_{\ 92}^{238}{\textrm {U}}+{}_{0}^{1}{\textrm {n}}{\xrightarrow {}}_{\ 92}^{239}{\textrm {U}}{\xrightarrow[{23,5\ {\textrm {min}}}]{\beta ^{-}}}{}_{\ 93}^{239}{\textrm {Np}}{\xrightarrow[{2,3\ {\textrm {days}}}]{\beta ^{-}}}{}_{\ 94}^{239}{\textrm {Pu}}{\xrightarrow[{2,4\cdot 10^{4}\ {\textrm {years}}}]{\alpha }}}
При подальшому поглинанні нейтронів 239Pu перетворюється на 241Pu, який внаслідок β-розпаду переходить в 241Am.
Таким способом Енріко Фермі з співробітниками у першому у світі реакторі «Чиказька дровітня-1» вперше отримав значні кількості плутонію-239, які були використані для створення ядерної зброї.
Актиноїди з найбільшими порядковими номерами отримані при бомбардуванні ядер урану, плутонію, кюрію чи каліфорнію іонами азоту, кисню, вуглецю, неону, бору на прискорювачах важких іонів. Так, один із перших методів синтезу нобелію — бомбардування мішені з урану-238 ядрами неону-22 в реакції
{\displaystyle ~\mathrm {{}_{~92}^{238}{}U+{}_{10}^{22}{}Ne\longrightarrow {}_{102}^{256}{}No+4{}_{0}^{1}{}n} }.
Перші ізотопи трансплутонієвих елементів — америцій-241 та кюрій-242 — були синтезовані 1944 року Ґ. Сіборґом, Джеймсом і А. Ґіорсо. Ізотопи кюрію були отримані при бомбардуванні ядер плутонію-239 іонами гелію з енергією 32 МеВ:
{\displaystyle ~\mathrm {{}_{~94}^{239}{}Pu+{}_{2}^{4}{}He\longrightarrow {}_{~96}^{242}{}Cm+{}_{0}^{1}{}n} }.
Також ізотопи америцію-241 і кюрію-242 були виділені з плутонію, опроміненого нейтронами в реакторі, де вони утворилися в результаті ядерних перетворень.
При бомбардуванні кюрію-242 α-частинками утворюється ізотоп каліфорнію 245Cf. З допомогою аналогічної реакції з америцію-241 був отриманий берклій-244.

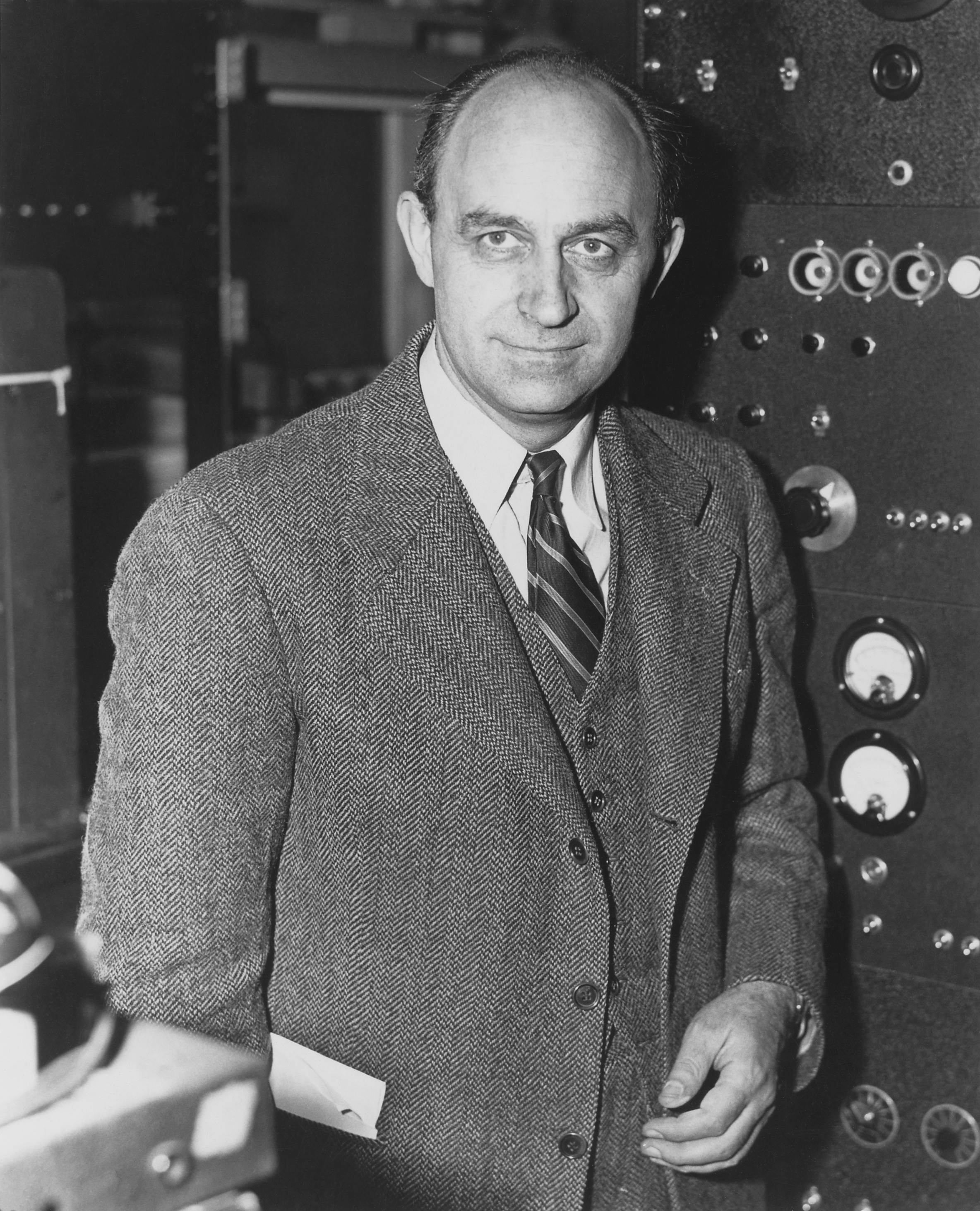
Енріко Фермі — фізик-експериментатор, першовідкривач трансуранових елементів.

1945 року Кеннінгем вперше виділив тверду сполуку одного з трансплутонієвих елементів — гідроксид америцію. Протягом наступних 3–4 років були накопичені міліграмові кількості америцію і мікрограмові кількості кюрію, що дозволило, в результаті опромінення америцію і кюрію, синтезувати ізотопи берклію (Томсон, 1949 рік) і каліфорнію (Томсон, 1950 рік). Вагомі кількості цих елементів були виділені значно пізніше, 1958 року (Кеннінгем і Томсон), а перша сполука каліфорнію (CfOCl) отримана лише 1960 року (Кеннінгем і Уолмен).
Ейнштейній та фермій були виділені групою американських вчених з Каліфорнійського університету, Аргонської національної лабораторії і Лос-Аламоської національної лабораторії в 1952—1953 роках із продуктів термоядерного вибуху «Майк», виконаного 1 листопада 1952 року. В результаті миттєвого опромінення урану-238 великим потоком нейтронів, що виник при термоядерному вибуху, утворилися важкі ізотопи урану, зокрема уран-253 і уран-255, при β-розпаді яких в результаті утворилися ізотопи ейнштейнію-253 і фермію-255. Ейнштейній був знайдений групою американських вчених на чолі з А. Ґіорсо 1952 року і названий на честь видатного фізика — Альберта Ейнштейна. Фермій вперше був ідентифікований американським вченим А. Ґіорсо 1953 року у вигляді ізотопу фермію-255, вказаного вище. Фермій названий на честь фізика Е. Фермі, що зробив великий внесок у розвиток сучасної теоретичної та експериментальної фізики. Перші вагомі (субмікрограмові) кількості ейнштейнію виділені в 1961 року Кеннінгемом та співробітниками. Фермій і важчі трансплутонієві елементи з більшими порядковими номерами досі не отримані у вагомих кількостях.
Перший ізотоп менделєвію 256Md був синтезований у лютому 1955 року (Ґ. Сіборґ і співробітники) при опроміненні ейнштейнію-253 іонами гелію. Для синтезу наступних за менделєвієм елементів довелося використовувати новий метод — опромінення ядер урану і трансуранових елементів важкими багатозарядовими іонами. Через надзвичайно малий вихід і короткий період напіврозпаду ізотопів трансменделєвієвих елементів, синтезованих y цих реакціях, їх ідентифікація виявилася дуже складною і не завжди надійною. Зазвичай, у перших роботах по синтезу елементів із Z⩾102 отримані ізотопи ідентифікувалися чисто фізичними методами, за характером випромінювання і дочірніми продуктами розпаду.
Спроби отримання ізотопів нобелію робилися з 1957 року, але першим надійним результатом слід вважати синтез ізотопу нобелію 256No, який був виконаний Г. Фльоровим 1963 року. Для отримання цього ізотопу використовувався неон-22.
1961 року А. Ґіорсо і співробітниками був отриманий перший ізотоп лоуренсію шляхом опромінення каліфорнію (переважно каліфорнію-252) іонами бору-10 і бору-11; масове число цього ізотопу не було точно визначене (можливо, 258 чи 259) на той момент. Надійніше ідентифікований ізотоп лоуренсію 256Lr, синтезований 1965 року Г. Фльоровим з допомогою нуклідів 243Am і 18O.

## Поширеність у природі
Торій та уран мають найвищу поширеність серед актиноїдів; їхні атомні кларки дорівнюють 3× 10−4 % і 2× 10−5 % відповідно. У земній корі уран зустрічається у вигляді мінеральної форми уранініту — U3O8 (смоляна руда, уранова смолка), а також карнотиту — KUO2VO4·3H2O, отеніту — Ca(UO2)2(PO4)2·nH2O та ін. Два останніх мінерали мають жовте забарвлення. Уран міститься також майже у всіх мінеральних формах рідкісноземельних мінералів (фергусоніт, самарськіт, евксеніт та ін.).
Уран в природі зустрічається у вигляді ізотопів 238U (99,2739 %), 235U (0,7204 %) і 234U (0,0057 %). З них 238U має найбільший період напіврозпаду (T½ = 4,51× 109 років).

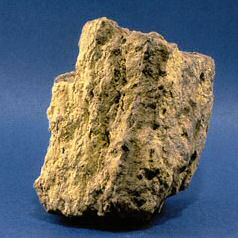
Необроблена уранова руда.

Найбільше урану видобувається в Канаді, Австралії, Казахстані, Нігеру, Росії.
Уран належить до рідкісних і розсіяних елементів. Вміст в земній корі урану становить близько 2× 10−4 %. Загальні запаси урану становлять мільйони тонн. З мінеральних форм урану відомо близько 200 мінералів, більшість із них належать до оксидів змінного складу (див. вище: карнотит, отеніт).
Найбагатшими торієм мінералами є торіаніт (ThO2), торит (ThSiO4), монацит, шераліт ((Th, Ca, Ce)(PO4,SiO4)), торогуміт (Th(SiO4)1−x(OH)4x). Торій, так само, як і уран, супроводжується з мінеральними формами майже всіх рідкісноземельних елементів. Багаті родовища монацитових пісків розташовуються в Індії, Бразилії, Австралії, Африці, Канаді, США і на Цейлоні.
Поширеність актинію в земній корі дуже мала (атомний кларк 5× 10−15 %). Підраховано, що загальна кількість актинію в земній корі становить 2600 т, в той час як, наприклад, вміст радію дорівнює 40 млн т. Актиній міститься в таких природних матеріалах, як сульфідні, силікатні, кисневмісні мінерали; в природній воді — у ще менших кількостях, у порівнянні з урановими рудами. Вміст актинію в більшості природних об'єктів відповідає ізотопній рівновазі материнських ізотопів 235U. Підвищений вміст цього елемента мають такі мінерали, як молібденіт, халькопірит, каситерит, кварц, піролюзит та ін. Актиній характеризується невисокою міграційною здатністю і переміщенням, тобто поширення актинію менше порівняно з ураном.
Поширенішим є протактиній, атомний кларк якого 10−12 %. Протактиній виявлено в урановій руді 1913 року К. Фаянсом і О. Герінгом. Загальний вміст протактинію в земній корі (літосфері) відповідно до вмісту урану (ізотопи протактинію утворюються при розпаді 235U) становить 4,4× 107 т. Вміст у гірських породах вулканічного походження становить 0,8× 10−6 г/т, а в залізних метеоритах 0,02× 10−6 г/т.
Період напіврозпаду найбільш довгоіснуючого ізотопу 237Np мізерно малий у порівнянні з віком Землі, тому в природних мінералах нептуній практично не зустрічається. На Землі його нукліди можуть утворитися практично лише з допомогою ядерних реакцій. Нептуній у мінералах є проміжним продуктом розпаду інших ізотопів.
| Вміст Плутонію в уранових і торієвих рудах | Вміст Плутонію в уранових і торієвих рудах | Вміст Плутонію в уранових і торієвих рудах | Вміст Плутонію в уранових і торієвих рудах | Вміст Плутонію в уранових і торієвих рудах |
| ------------------------------------------ | ------------------------------------------ | ------------------------------------------ | ------------------------------------------ | ------------------------------------------ |
| Руда                                       | Розташування                               | Вміст урану, %                             | Відношення 239Pu/руда (за масою)           | Відношення 239Pu/U (× 1012)                |
| Уранітит                                   | Канада                                     | 13,5                                       | 9,1× 10−12                                 | 7,1                                        |
| Уранітит                                   | Бельгійське Конго                          | 38                                         | 4,8× 10−12                                 | 12                                         |
| Уранітит                                   | Колорадо                                   | 50                                         | 3,8× 10−12                                 | 7,7                                        |
| Концентрат уранітиту                       | Бельгійське Конго                          | 45,3                                       | 7× 10−12                                   | 15                                         |
| Монацит                                    | Бразилія                                   | 0,24                                       | 2,1× 10−14                                 | 8,3                                        |
| Монацит                                    | Північна Кароліна                          | 1,64                                       | 5,9× 10−14                                 | 3,6                                        |
| Фергусоніт                                 | —                                          | 0,25                                       | <1× 10−14                                  | <4                                         |
| Карнотит                                   | —                                          | 10                                         | <4× 10−14                                  | <0,4                                       |

Наявність плутонію в невеликих кількостях у мінеральних формах урану було вперше встановлено 1942 року. Верхня межа поширеності на Землі 244Pu — найбільш довгоіснуючого з ізотопів плутонію — становить 3× 10−22 г/г. Відомо, що настуран і карнотит, знайдені в Канаді та в штаті Колорадо, містять невелику кількість ізотопу плутонію 239Pu, який випромінює α-частинки. Було визначено вміст плутонію в ряді уранових руд, з наступним виділенням плутонію з відходів виробництва 239Pu. У жодній із цих мінеральних форм (див. таблицю) не було виявлено іншого ізотопу плутонію, крім плутонію-239. У зразках місячного ґрунту плутоній не виявили.
Однак виділення природного плутонію навіть з найбільш збагачених цим елементом уранових руд є непрактичним і не зможе витіснити штучне отримання цього елемента. На це вказує той факт, що для виділення мікрограмових кількостей плутонію потрібно на кожен виділений мікрограм плутонію переробити 100 т рудного концентрату плутонію.

## Застосування
З усіх актиноїдів нині практичне застосування знаходять головно торій (Th), уран (U) і плутоній (Pu). Ізотопи 233U, 235U і 239Pu є ядерним пальним в атомних реакторах і виконують роль вибухової речовини в атомних бомбах. Деякі ізотопи актиноїдів (238Pu, 242Cm, інші), випускаючи α-частинки високої енергії, можуть служити для створення джерел струму з терміном служби до 10 років і бути необхідними, наприклад, для живлення навігаційної радіоапаратури супутників. У таких джерелах струму теплова енергія, що виділяється при радіоактивному розпаді, за допомогою спеціальних пристроїв перетвориться в електричний струм. Вивчення властивостей актиноїдів має велике теоретичне значення, оскільки дозволяє розширити знання про властивості атомних ядер, хімічну поведінку елементів і т. д.